# Bonito de Minas
Bonito de Minas é um município brasileiro, situado ao norte do estado de Minas Gerais. De acordo com o censo realizado em 2022 sua população era de 10 204 habitantes.